# Fernanda Pontífice
Fernanda Pontífice est une universitaire et femme politique de santoméenne, née en 1955. Elle est députée en 1975 et a ensuite occupé la fonction de ministre de l'Éducation et de la Culture de 2002 à 2003.

## Biographie
Maria Fernanda Pontífice de Jesus Bonfim naît en 1955. Elle est diplômée en littérature de l'université de Lisbonne. En décembre 1975, à la suite de la dissolution de l'Assemblée constituante, elle est nommée à l'Assemblée nationale. Elle devient l'une des six premières femmes à siéger au Parlement, au sein de la Ire législature.
Après avoir travaillé comme conseillère au ministère de l'Éducation et de la Culture, elle est nommée ministre de l'Éducation et de la Culture dans le gouvernement Gabriel Costa en mars 2002, puis reconduite au sein du gouvernement Maria das Neves en octobre 2002. Elle est réélue à l'Assemblée nationale aux élections législatives de 2006 sous l'étiquette de la coalition MDFM-PCD, mais, nommée la même année doyenne de l'université Lusíada de Sao Tomé et Principe, elle démissionne,. En 2008, elle est élue présidente de l'organisation féminine du PCD, Parti de convergence démocratique.